# Balabac

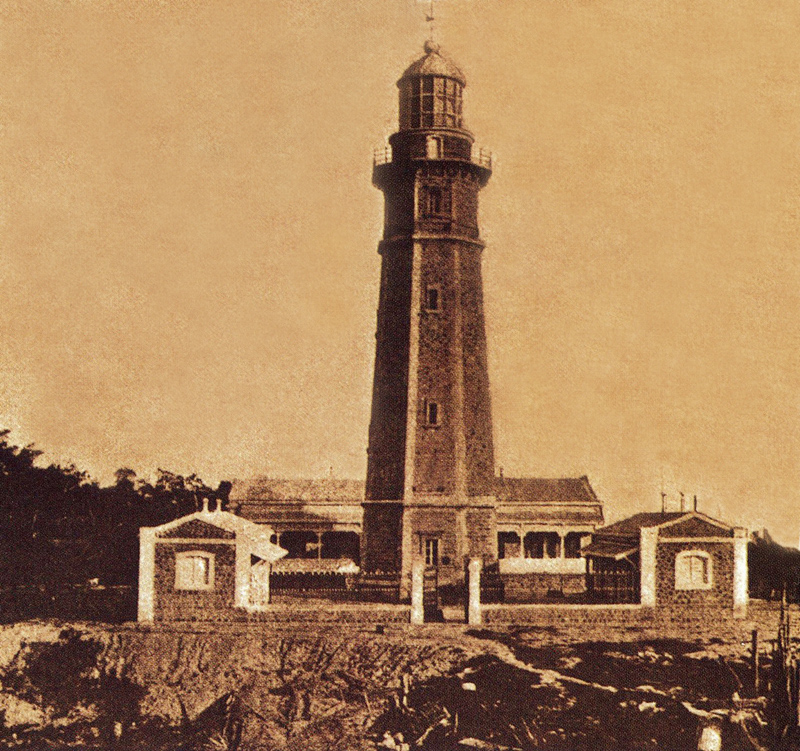
Phare de Cap Melville au sud de l'île de Balabac (1892).

L'île de Balabac se situe en mer de Sulu. Elle est l'île la plus occidentale de la province de Palawan, aux Philippines, à seulement 50 km au nord de l'État de Sabah (Malaisie). Le détroit de Balabac sépare l'île philippine des îles malaises Balambangan et Banggi.

## Administration
L'île de Balabac forme la plus grande partie de la commune de Balabac et est divisée en 14 barangays (les six autres sont sur des îles voisines) :
- Agutayan
- Catagupan
- Indalawan
- Malaking Ilog
- Melville
- Pasig
- Rabor
- Salang
- Poblacion I
- Poblacion II
- Poblacion III
- Poblacion IV
- Poblacion V
- Poblacion VI

## Faune
L'île de Balabac abrite de nombreuses espèces endémiques, dont des oiseaux comme le carpophage de Pickering, le cacatoès des Philippines, la palette de Palawan et le calao de Palawan ainsi qu'une espèce de mammifères, le chevrotain de Balabac (Tragulus nigricans), qui est présent uniquement sur cette île ainsi que sur les îles voisines de Bugsuk et Ramos.

## Population
Les Molbogs, un groupe ethnolinguistique musulman, se concentrent sur cette île. Leurs moyens de subsistance comprennent l'agriculture, la pêche et le troc dans les marchés proches de Sulu, Bangsamoro et Sabah,.